# Emilio Alcalá-Galiano y Osma
Emilio Alcalá-Galiano y Osma   (Madrid, 5 de desembre de 1881 - Madrid, 23 de juny de 1962) va ser un polític i diplomàtic espanyol, diputat a Corts i senador durant la Restauració.

## Biografia
Va néixer el 5 de desembre de 1881 a Madrid, fill dels comtes de Casa Valencia, Emilio Alcalá-Galiano y Valencia i Ana de Osma y Zavala.
Llicenciat en dret, va ser diputat a Corts pel districte d'Hoyos (1910; 1914-1916; 1916-1918; 1918-1919; 1919-1920). El 1921 va ser nomenat senador vitalici.
Ministre plenipotenciari de tercera classe, va ser declarat jubilat com a diplomàtic el 1951.
Alcalá-Galiano, que va ostentar els títols nobiliaris de v comte de Casa Valencia, iv marquès de Castel Bravo, iii vescomte del Pontón y ii comte de Romilla, va morir el 23 de juny de 1962 a la seva ciutat natal.